# 2810 Lev Tolsztoj
A 2810 Lev Tolsztoj (ideiglenes jelöléssel 1978 RU5) a Naprendszer kisbolygóövében található aszteroida. Nyikolaj Sztyepanovics Csernih fedezte fel 1978. szeptember 13-án.